# 式守伊之助 (11代)
11代 式守 伊之助（じゅういちだい しきもり いのすけ、1860年-1914年3月15日）は、大相撲の立行司。本名は？→吉岡一之進。出身地は京都府京都市中京区。

## 人物
1869年に京都相撲の行司吉岡一学の養子となり、彼の下で修行する。1886年に上京したが、規約により東京相撲への加入が許されず、大達羽左エ門に従い地方巡業に同行した。1898年にやっと東京相撲への加入が認められ木村進と改名した。1898年5月幕内格。1901年5月三役格。1906年1月に草履、1911年2月に紫白房を許され、1912年5月に11代式守伊之助を襲名。事務能力に優れ、故事に精通していた。現在の行司装束を考案（裃姿に代わる烏帽子・直垂の採用）したことで知られる。在職中の1914年3月15日、肺炎により死去。享年55。

## その他
・22代庄之助によると、勝負が決まっても「勝負ありー、勝負ありー」といってうちわをあげず、力士が起き上がって自分の片屋へ戻るころにうちわをあげたという。何でもこなす有能な人物だったが、行司だけはスローモーで実に下手だったと評している。